# Friedrich Max Meyer
Friedrich Max Meyer (* 5. Dezember 1819 in Hamburg; † 23. September 1897 ebenda) war ein deutscher Kaufmann.

## Leben
Meyer war ein Sohn des Hamburger Senators Georg Christian Lorenz Meyer (1787–1866) und dessen Ehefrau Caroline Antoinette, geborene Gerste (1795–1833). Die Kaufleute Valentin Lorenz Meyer (1817–1901) und Arnold Otto Meyer (1825–1913) waren seine Brüder. Er betrieb unter der Firma G. C. Lorenz Meyer eine Weinhandlung in Hamburg, die er von seinem Vater übernommen hatte.
Beim Hamburger Bürgermilitär diente er 1846 als Leutnant und 1849 als Hauptmann der 3. Kompanie des 2. Bataillons. Er war 1846 und 1847 Direktor der „Direktion der zum Besten der Armen vereinigten jungen Leute“. In der Hamburger St. Katharinenkirche fungierte Meyer von 1849 bis 1852 als Adjunkt, 1853 bis 1870 als Hundertachtziger und 1871 bis 1887 als Vorsteher. Zudem war er Mitglied in verschiedenen Deputationen und Kommissionen in Hamburg und gehörte von 1877 bis 1879 dem Obergericht sowie von 1880 bis 1891 der Handelskammer Hamburg an. Meyer war Außerordendliches Mitglied im Hamburger Künstlerverein von 1832.
Meyer war von 1861 bis 1864, 1876, 1877 sowie 1880 bis 1883 Abgeordneter der Hamburgischen Bürgerschaft.
Friedrich Max Meyer heiratete am 3. Juni 1848 Sophie Wesselhoeft (1829–1876). Aus dieser Ehe gingen drei Söhne und zwei Töchter hervor.